# 마거릿 맥 닐
해나 마거릿 맥네어 맥 닐(영어: Hannah Margaret McNair Mac Neil, 2000년 2월 26일~)은 캐나다의 수영 선수로 주 종목은 접영이다. 중화인민공화국계 캐나다인으로 매기 맥 닐(영어: Maggie Mac Neil), 마거릿 맥닐(영어: Margaret MacNeil)로도 알려져 있다.
2019년 세계 수영 선수권 대회와 2020년 하계 올림픽 대회 접영 100m 종목에서 금메달을 획득했으며 현재 100m 접영 쇼트 코스 세계 기록을 보유하고 있다.

## 어린 시절
맥 닐은 2000년 2월 26일 중화인민공화국의 장시성 주장시에서 태어났으며 2001년 캐나다로 입양되었다. 이후 온타리오주 런던에서 어린 시절을 보냈으며 학교 수영 대표팀 소속으로 첫 번째 수영 대회에 출전했다. 맥 닐은 2008년 하계 올림픽을 기점으로 수영을 진지하게 받아들이고 수영 실력을 더 향상시키기로 결심했으며 미시간 대학교에 입학하기 전 프레더릭 경 밴팅 중등학교(영어: Sir Frederick Banting Secondary School), 런던 아쿠아틱 클럽(영어: London Aquatic Club)의 선수로 활동했다.